# Mercer County (West Virginia)
Mercer County ist ein County im Bundesstaat West Virginia der Vereinigten Staaten. Der Verwaltungssitz (County Seat) ist Princeton. Das U.S. Census Bureau hat bei der Volkszählung 2020 eine Einwohnerzahl von 59.664 ermittelt.

## Geographie
Das County liegt im Süden von West Virginia, grenzt an Virginia und hat eine Fläche von 1090 Quadratkilometern, wovon ein Quadratkilometer Wasserfläche ist. Es grenzt im Uhrzeigersinn an folgende Countys: Raleigh County, Summers County, Giles County (Virginia), Bland County (Virginia), Tazewell County (Virginia), McDowell County und Wyoming County.

## Geschichte
Mercer County wurde am 17. März 1837 aus Teilen des Giles- und Tazewell County in Virginia gebildet. Benannt wurde es nach Hugh Mercer, einem General der Kontinentalarmee während des Amerikanischen Unabhängigkeitskrieges, der an den Folgen einer Verwundung während der Schlacht von Princeton verstarb.

## Demografische Daten

Alterspyramide des Mercer County

Nach der Volkszählung im Jahr 2000 lebten im Mercer County 62.980 Menschen in 26.509 Haushalten und 17.946 Familien. Die Bevölkerungsdichte betrug 58 Einwohner pro Quadratkilometer. Ethnisch betrachtet setzte sich die Bevölkerung zusammen aus 92,56 Prozent Weißen, 5,82 Prozent Afroamerikanern, 0,19 Prozent amerikanischen Ureinwohnern, 0,46 Prozent Asiaten, 0,01 Prozent Bewohnern aus dem pazifischen Inselraum und 0,10 Prozent aus anderen ethnischen Gruppen; 0,85 Prozent stammten von zwei oder mehr Ethnien ab. 0,45 Prozent der Bevölkerung waren spanischer oder lateinamerikanischer Abstammung.
Von den 26.509 Haushalten hatten 26,7 Prozent Kinder und Jugendliche unter 18 Jahre, die bei ihnen lebten. 53,0 Prozent waren verheiratete, zusammenlebende Paare, 11,2 Prozent waren allein erziehende Mütter, 32,3 Prozent waren keine Familien, 28,7 Prozent waren Singlehaushalte und in 13,6 Prozent lebten Menschen im Alter von 65 Jahren oder darüber. Die Durchschnittshaushaltsgröße betrug 2,33 und die durchschnittliche Familiengröße lag bei 2,85 Personen.
Auf das gesamte County bezogen setzte sich die Bevölkerung zusammen aus 21,1 Prozent Einwohnern unter 18 Jahren, 9,8 Prozent zwischen 18 und 24 Jahren, 26,2 Prozent zwischen 25 und 44 Jahren, 25,5 Prozent zwischen 45 und 64 Jahren und 17,4 Prozent waren 65 Jahre alt oder darüber. Das Durchschnittsalter betrug 40 Jahre. Auf 100 weibliche Personen kamen 91,1 männliche Personen. Auf 100 Frauen im Alter von 18 Jahren oder darüber kamen statistisch 87,7 Männer.
Das jährliche Durchschnittseinkommen eines Haushalts betrug 26.628 USD, das Durchschnittseinkommen der Familien betrug 33.524 USD. Männer hatten ein Durchschnittseinkommen von 29.243 USD, Frauen 19.013 USD. Das Prokopfeinkommen betrug 15.564 USD. 14,7 Prozent der Familien und 19,7 Prozent der Bevölkerung lebten unterhalb der Armutsgrenze. Davon waren 28,9 Prozent Kinder oder Jugendliche unter 18 Jahre und 12,7 Prozent waren Menschen über 65 Jahre.